# La Fille au pistolet
Pour plus de détails, voir Fiche technique et Distribution.
La Fille au pistolet (La ragazza con la pistola) est un film italien réalisé par Mario Monicelli sorti en 1968. Il fut nommé pour l'Oscar du meilleur film en langue étrangère.

## Synopsis
Dans un petit village de Sicile, une jeune fille,  Assunta (Monica Vitti), est séduite par Vincenzo qui s'enfuit le lendemain. Assunta, déshonorée, part pour l'Angleterre, puis l'Écosse, où Vincenzo a fui pour l'assassiner. Assunta se retrouve intimidée par la culture différente. Après un accident, Assunta est hospitalisée et fait la rencontre d'un charmant patient qui lui conseille d'oublier Vincenzo et de se consacrer à sa vie. Elle suit ce conseil et mène une nouvelle vie en Angleterre.

## Fiche technique
- Titre : La Fille au pistolet
- Titre original : La ragazza con la pistola
- Réalisation : Mario Monicelli
- Scénario : Rodolfo Sonego et Luigi Magni
- Production : Gianni Hecht Lucari et Fausto Saraceni
- Musique : Peppino De Luca
- Couleurs, Mono
- Genre : Comédie
- Pays de production : Italie
- Durée : 100 min
- Date de sortie : 1968

## Distribution
- Monica Vitti : Assunta Patanè
- Stanley Baker : Dr. Tom Osborne
- Carlo Giuffré : Vincenzo Macaluso
- Corin Redgrave : Frank Hogan
- Anthony Booth : John
- Tiberio Murgia : un émigrant sicilien
- Aldo Puglisi : le second émigrant sicilien
- Stefano Satta Flores : le serveur du restaurant
- Anastasia Stevens : fille anglaise du dancing